# إريك أندرسون (ممثل)
اريك أندرسون (بالإنجليزية: Eric Anderson)‏ هو ممثل أمريكي، ولد في 14 ديسمبر 1972 في الولايات المتحدة.

## أعمال

### أفلام
- (2017) أعظم رجل استعراض[2]

## وصلات خارجية
- اريك أندرسون (ممثل) على موقع IMDb (الإنجليزية)
- اريك أندرسون (ممثل) على موقع قاعدة بيانات برودواي على الإنترنت (الإنجليزية)
- اريك أندرسون (ممثل) على موقع قاعدة بيانات الفيلم (الإنجليزية)